# Damalis spinifemurata
Damalis spinifemurata är en tvåvingeart som först beskrevs av Shi 1995.  Damalis spinifemurata ingår i släktet Damalis och familjen rovflugor.
Artens utbredningsområde är Fujian (Kina). Inga underarter finns listade i Catalogue of Life.